# Авсюнино (деревня)
Авсю́нино — деревня в Орехово-Зуевском муниципальном районе Московской области. Входит в состав сельского поселения Дороховское. Население — 416 чел. (2010).

## Расположение
Деревня Авсюнино расположена в юго-восточной части Орехово-Зуевского района, примерно в 26 км к югу от города Орехово-Зуево. В 0,7 км к югу от деревни протекает река Вольная. Высота над уровнем моря 138 м.

## Название
Название связано с уменьшительной формой календарного личного имени Евсей — Авсюня.

## История
В 1893 году в деревне было открыто братство святителя Петра, митрополита Московского и выстроено здание миссионерской церковно-приходской школы. С 1903 по 1905 год, в качестве пристройки к зданию школы, продолжалось возведение одноглавого единоверческого храма.
В 1926 году деревня входила в Авсюнинский сельсовет Дороховской волости Орехово-Зуевского уезда Московской губернии.
В 1930 году церковь была закрыта. В настоящее время в деревне зарегистрирован единоверческий приход, занимающийся восстановлением исторического храма. В здании бывшей миссионерской школы расположены деревенская библиотека и клуб.
До 2006 года Авсюнино входило в состав Дороховского сельского округа Орехово-Зуевского района.

## Население
В 1926 году в деревне проживало 1316 человек (590 мужчин, 726 женщин). По переписи 2002 года — 361 человек (144 мужчины, 217 женщин).
| 1926 | 2002 | 2006 | 2010 |
| ---- | ---- | ---- | ---- |
| 1316 | ↘361 | ↗363 | ↗416 |